# Podallea wewalkai
Podallea wewalkai is een insect uit de familie van de Berothidae, die tot de orde netvleugeligen (Neuroptera) behoort. 
Podallea wewalkai is voor het eerst wetenschappelijk beschreven door U. Aspöck & H. Aspöck in 1996.